# Meryem Boz
Meryem Boz (Eskişehir, 3 de febrero de 1988) es una jugadora de voleibol turca que se desempeña en la posición de opuesta. Junto a la selección participó en los Juegos Olímpicos de Tokio 2020, mientras que a nivel de clubes se consagró campeona de la edición 2021 del Campeonato Mundial de Clubes de la FIVB, entre otros títulos.

## Biografía
Comenzó la práctica del voleibol en las divisiones formativas del Eskişehir DSI Bentspor para debutar en primera división con el Iller Bankasi en el año 2002. En 2010 fue transferida al Atom Trefl Sopot de Polonia, con el que consiguió el subcampeonato nacional en la temporada 2010-11. Tras un breve retorno al Ilbank fichó por el Fenerbahçe, con el que consiguió la medalla de bronce en el Campeonato Mundial de Clubes de 2012 y el segundo lugar en la Copa CEV de 2012-13. Tras esto continuó su carrera en el Halkbank Ankara y el 3BB Nakornnont de Tailandia, para luego regresar a Turquía para vestir la camiseta del Bursa BBSK en 2014. Con este club obtuvo la Challenge Cup de la CEV en ese mismo año, torneo en el que además se consagró como Jugadora más valiosa y máxima anotadora. Al Bursa le seguirían el Nilufer Belediyespor, Seramiksan, Galatasaray y el Aydin Buyuksehir Belediyespor, todos de Turquía, para en 2021 fichar para el Vakıfbank S.K., el club turco más importante a nivel femenino. Allí se consagró campeona Mundial, de Europa y de Liga, Copa y Supercopa local en la misma temporada.
En junio de 2022 el Fenerbahçe anunció nuevamente el fichaje de la jugadora, con miras a participar en competencias locales y europeas. En octubre de 2022 se consagró campeona de la Supercopa turca tras derrotar 3-0 a su anterior club, el Vafikbank, aunque no actuó en la final. En marzo de 2023 renovó contrato con el Fenerbahçe, con el que llegó a las semifinales de la Liga de Campeones de Europa para caer en golden set nuevamente ante el Vakifbank.En abril de 2024 el club Bahçelievler Belediyespor, recién ascendido a la primera división turca, anunció su contratación para la temporada 2024/25.

## Selección nacional
Participa desde 2010 en la selección femenina de Turquía, con la que logró la clasificación a los Juegos Olímpicos de Tokio 2020. En el torneo clasificatorio europeo para los juegos consiguió el trofeo de jugadora más valiosa tras anotar 85 puntos en 5 juegos. Además de esto, logró el subcampeonato en la Liga de Naciones de 2018 y el Campeonato Europeo de Voleibol Femenino de 2019, entre otros títulos y competencias.

## Palmarés

### Clubes
- Subcampeona - Liga Polaca de voleibol con Atom Trefl Sopot
- Tercer puesto -  Campeonato Mundial de Clubes FIVB 2012 con Fenerbahçe
- Subcampeona - Copa CEV 2012-13 con Fenerbahçe
- Campeona - CEV Challenge Cup 2014-2015 con Bursa
- Campeona - Campeonato Femenino Spor Toto 2021 con VakıfBank
- Campeona - Campeonato Mundial de Clubes FIVB 2021 con VakıfBank
- Campeona - Copa Axa Sigorta 2021-2022 con VakıfBank
- Campeona - Liga Sultans 2021-2022 con VakıfBank
- Campeona - Copa de Campeonato Spor Toto 2022 con Fenerbahçe

### Selección
- Tercer puesto - Liga de Europa 2010
- Tercer puesto - Liga de Europa 2015
- Tercer puesto - Campeonato Europeo de Voleibol Femenino de 2017
- Subcampeona  - Liga de Naciones de Voleibol Femenino de 2018
- Subcampeona  - Campeonato Europeo de Voleibol Femenino de 2019
- Tercer puesto - Liga de Naciones de Voleibol Femenino de 2021
- Tercer puesto - Campeonato Europeo de Voleibol Femenino de 2021

## Distinciones individuales
- CEV Challenge Cup 2014-2015 - Jugadora más valiosa (MVP)

- CEV Challenge Cup 2014-2015 - Máxima anotadora

- Torneo europeo clasificatorio a los Juegos Olímpicos Tokio 2020 - Jugadora más valiosa (MVP)